# Indian Ocean Drive

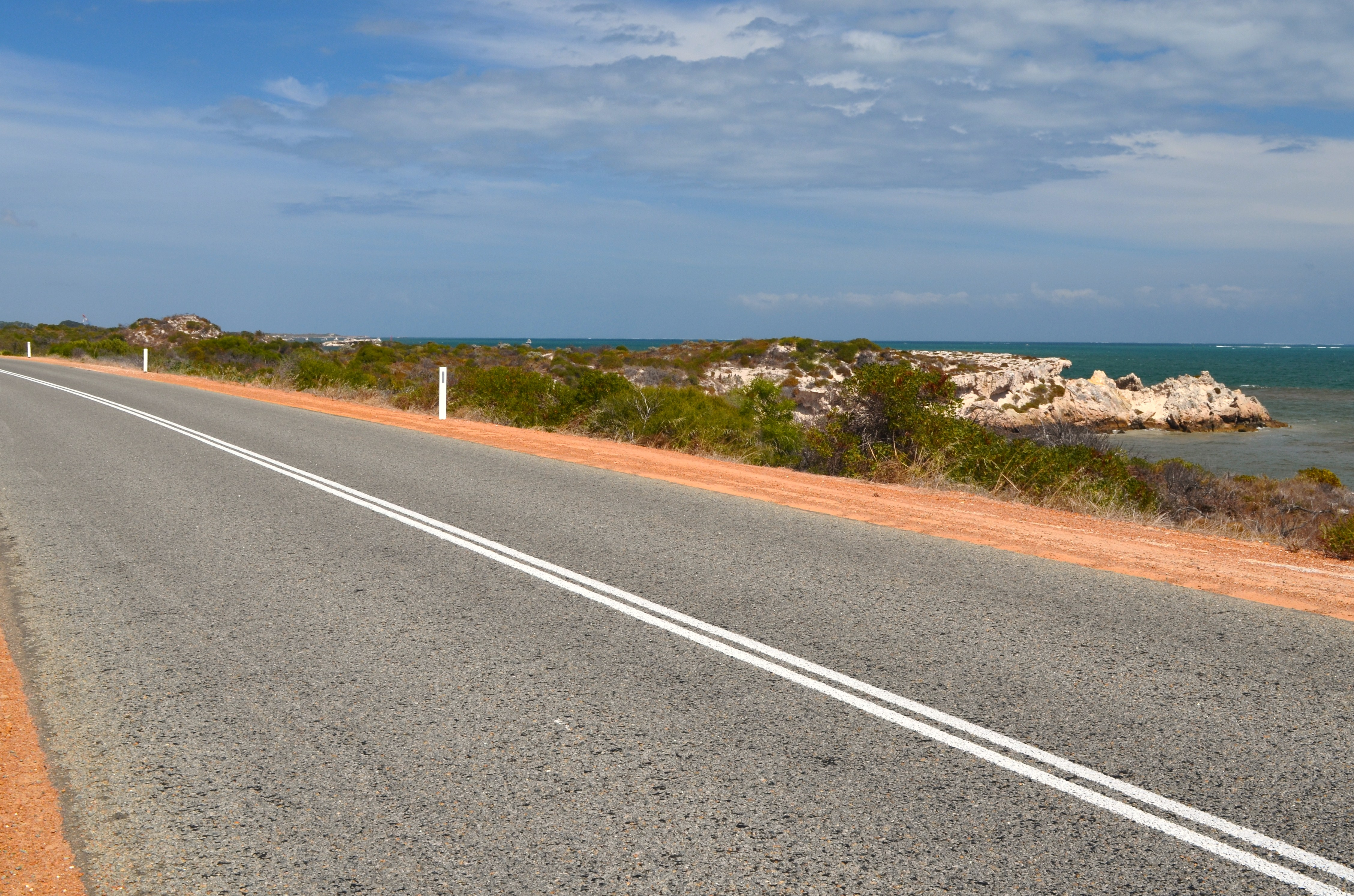
Vista dalla strada all'altezza di Leemann

Indian Ocean Drive è una strada costiera australiana dello stato dell'Australia Occidentale che collega il paese di Lancelin con l'autostrada Brand Highway a sud di Dongara. Attraversa la regione della Wheatbelt.
Il 26 settembre 2010 viene aperta l'ultima sezione da 65km dalla zona nord di Lancelin alla vecchia Pinnacles Desert Drive all'altezza della zona sud di Cervantes con un costo di 95 milioni di dollari